# Masné krámy (Hradec Králové)
Masné krámy v Hradci Králové jsou jednou za zaniklých staveb města Hradce Králové. Byly umístěny v jihovýchodní části Tomkovy ulice.
Vznikly snad již ve 14. století a zanikly v druhé polovině 19. století. Jejich model potom v roce 1935 vyrobil z popudu místního muzea Jan Kačírek.
V průběhu vývoje měnily podobu a průběžně se zvětšovaly. Do roku 1600 dorostly až do podoby tzv. "velkých"/"větších" masných krámů (původní krámy, západně od křižovatky s Klicperovou ulicí) a "malých"/"menších" masných krámů (později vzniklé, pod zadní části pozdější budovy Galerie moderního umění). Toto označení si udržely i v plánu Stabilního katastru z roku 1840. Poslední masný krám byl zbořen roku 1881. Na místě masných krámů vyrostla jižní fronta domů v Tomkově ulici.
V polovině 16. století byly zaznamenávány stížnosti na přehnané ceny za pronájmy a prodeje masných krámů. Proto v roce 1564 městská rada rozhodla o rozdělení krámů do kategorií podle výnosnosti. Za velké krámy, které stály na počátku řady, byla vyměřena cena 10 kop grošů míšeňských, za středně velké krámy 8 kop, za malé krámy 6 kop a za nejmenší kotce 4 kopy grošů míšeňských. Každý řezník směl využívat jen jeden krám.
Hlavním zdrojem informací o masných krámech a dalších podobných prodejních zařízeních v Hradci Králové ve středověku je Kniha zádušních odkazů městské obce královéhradecké z roku 1411 městského písaře Fridricha. Zmínky o krámcích, jejich poloze a vzájemném prostorovém vztahu obsahují také odkazy hradeckým chudým, městským špitálům a kostelům.